# Villa Budig

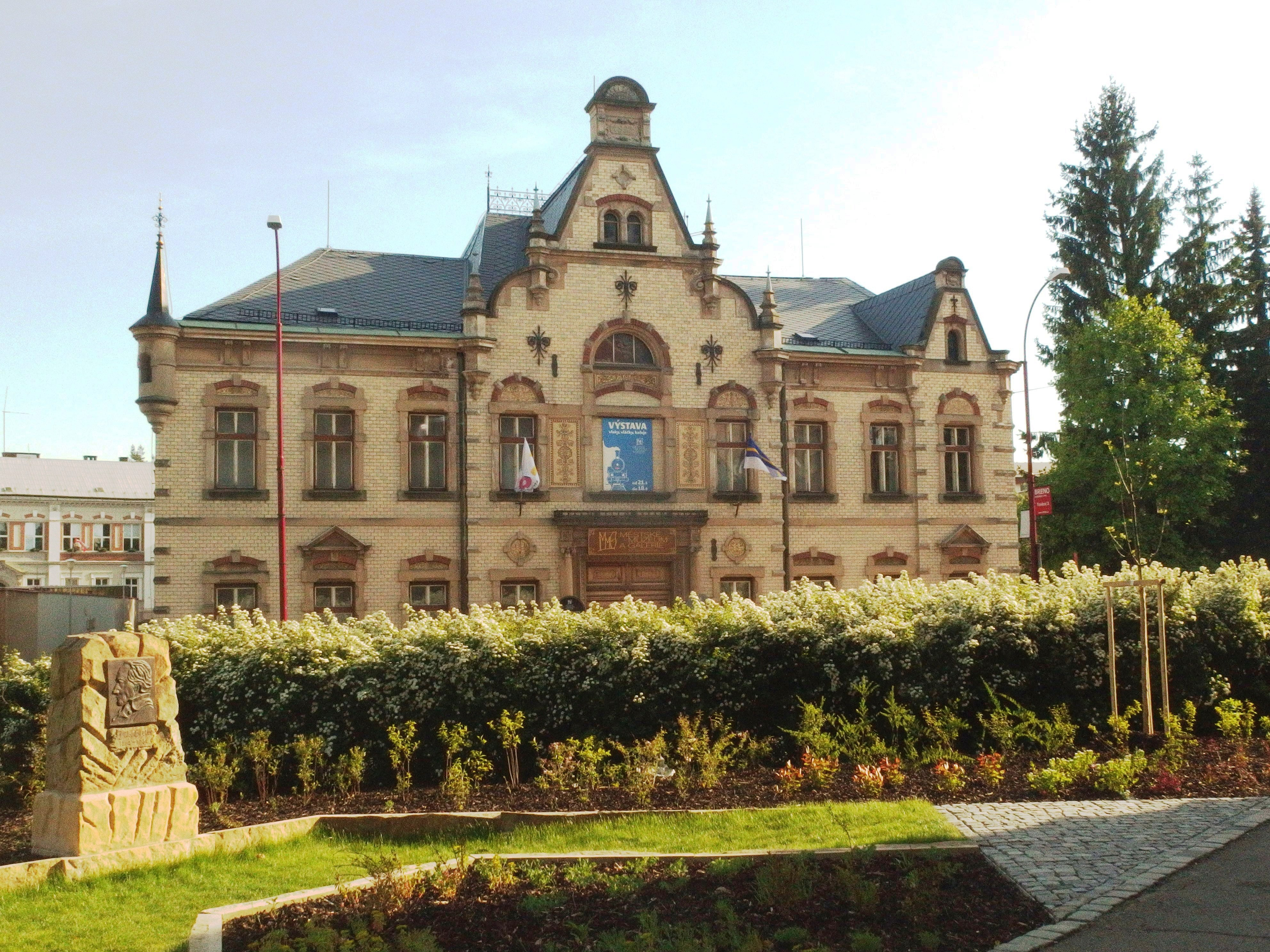
Villa Budig, heute Stadtmuseum Svitavy

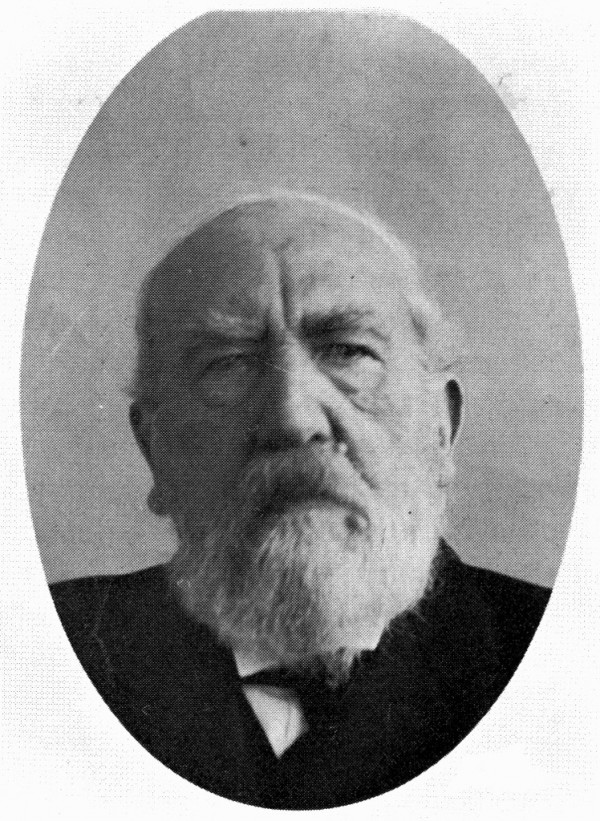
Johann Budig

Die Villa Budig (tschechisch Budigova vila) in der mährischen Stadt Svitavy (deutsch: Zwittau) in Tschechien wurde 1892 errichtet. Die Villa an der Mácha-Allee ist ein geschütztes Baudenkmal und beheimatet das Stadtmuseum Svitavy.

## Geschichte
Die Villa wurde 1892 für den Bürgermeister von Zwittau und Textilindustriellen Johann Budig (1832–1915) gebaut. Johann Budig war von 1879 bis 1884 und von 1894 bis 1902 Bürgermeister der Stadt und von 1876 bis 1885 Abgeordneter des Österreichischen Parlaments.
Das im Stil des Historismus errichtete Gebäude wurde mit einer 1992 renovierten Ziegelverkleidung versehen. Der Bau war ursprünglich ohne seitliche Anbauten, zu Beginn des 20. Jahrhunderts wurde ein linker Flügel mit Turm errichtet, ebenso ein Ziergarten und ein historisierender Brunnen.

## Heutige Nutzung
Im Jahr 1947 zog in das beschlagnahmte Gebäude das Stadtmuseum Zwittau (Městské muzeum a galerie) ein. Im Jahr 1976 wurde ein rechter Seitentrakt angebaut, um mehr Ausstellungsfläche zu erhalten.